# Adolf Remane
Adolf Remane est un zoologiste allemand, né le 10 août 1898 à Krotoschin et mort le 22 décembre 1976 à Plön.
Il enseigne à Kiel à partir de 1929, puis de 1934 à 1937 à Halle puis à nouveau à Kiel à partir de 1937. Il fonde alors l’Institut für Meereskunde au sein de l’université de Christian-Albrechts de Kiel. Il est le président en 1956 et 1957 la Verbands deutscher Biologen und biowissenschaftlicher Fachgesellschaften e.V. puis le musée de zoologie de Kiel.

## Œuvre
- Adolf Remane : Das soziale Leben der Tiere. Hambourg : Rowohlt, 1960.
- Adolf Remane parmi d’autres : Systematische Zoologie. Stämme des Tierreichs. Stuttgart : G. Fischer Verlag, 1976.
- Adolf Remane, Volker Storch, Ulrich Welsch : Kurzes Lehrbuch der Zoologie. Stuttgart et New York : Fischer, 1985,  (ISBN 978-3-437-20337-4) (entre autres éditions)

## Source
- Traduction de l'article de langue allemande de Wikipédia (version du 1er mars 2006).